# Georges Rattkay
Le baron Georges II Rattkay de Veliki Tabor (en croate Juraj Ratkaj Velikotaborski), né le 22 décembre 1612 au Veliki Tabor, mort à Zagreb le 1er septembre 1666), est un prêtre et historien croate.

## Biographie
Fils de Pierre Rattkay et Barbara Erdődy, de 1632 à 1639 il est jésuite, puis prêtre et, à partir de 1642, chanoine de Zagreb. 
Il a participé  aux  combats contre les Turcs en 1641 et en 1648, puis en 1647 à la Guerre de Trente Ans. Installé au Veliki Tabor, où il vit une vie assez libre, il est député au Parlement de Hongrie à Pozsony, l'ami et le compagnon d'armes du Ban Ivan Drašković et de nombreux autres grands de l'époque, tels que le prince Georges (Juraj) Frankopan et le comte Pierre (Petar) Zrinski. Ses talents auraient pu l'élever au sommet de sa lignée, mais son tempérament emporté le conduisit au contraire à être privé de son poste de chanoine et des revenus y afférents. 
Vers la fin de sa vie, quoi qu'on l'eût privé du titre de chanoine, il doit à la bienveillance de l'évêque Petretić d'être nommé curé de la paroisse Saint-Jean Baptiste près de Zagreb (Sveti Ivan Krstitelj) où il passe en paix ses dernières années. 

## Œuvres
Il est l'auteur de la première Histoire complète des Croates : Memoria regum et banorum regnorum Dalmatiae, Croatiae et Sclavoniae… (Mémorial des rois et des bans des royaumes de Dalmatie, Croatie et Slavonie…) écrite dans un esprit catholique et national et publiée à Vienne en 1652. Sa traduction du latin des Vertus de Ferdinand II est curieuse pour sa préface où il reproche à ses compatriotes de négliger les livres pour s'adonner à d'autres plaisirs.